# Eric Luter
Eric Luter (Saint-Mandé, 3 februari 1953) is een Franse trompettist en zanger in de traditionele jazz.

## Biografie
Luter is de zoon van klarinettist Claude Luter. Hij speelde eerst banjo in een groep, waarin ook Olivier Franc en Daniel Huck speelden, tevens studeerde hij trompet bij Robert Pichereau (1918-1999). In de jaren 80 speelde hij in de Cyril Jazz Band, deze groep speelde dixieland-jazz. Hij richtte Triocéphale op, waarmee hij in de jaren 90 swingnummers speelde in de traditie van Charles Trénet, Henri Salvador en Boris Vian en vier albums opnam. Hij nam met zijn Eric Luter Swing Quartet als crooner de CDs Sometimes I am Happy en Smile op, met jazzstandards. Met pianist Olivier Lancelot speelde hij in de Charles Prévost Washboard Group, hiermee nam hij de albums Roses of Picardie en Washboard Wiggles op.
In 2001 trad hij toe tot het orkest van zijn vader, dat hij na diens dood in 2006 overnam. In 2011 maakte hij met Renaud Perrais een album met composities van zijn vader in de stijl van Duke Ellington (More Time Papa Orchestra joue Claude Luter). Hij treedt regelmatig op in jazzclubs in Parijs, zoals Le Caveau de la Huchette en verscheen ook op talrijk festivals in zijn land en Europa.